# Association de hockey de la Côte du Pacifique
L’Association de hockey de la Côte du Pacifique – également connu sous son nom anglais de Pacific Coast Hockey Association ou sous son sigle PCHA – est une ligue professionnelle de hockey sur glace dans l'ouest canadien de 1911 à 1924. Elle est alors considérée comme une ligue majeure, équivalente alors à la Ligue nationale de hockey.

## Historique

### Les débuts (1912-1914)

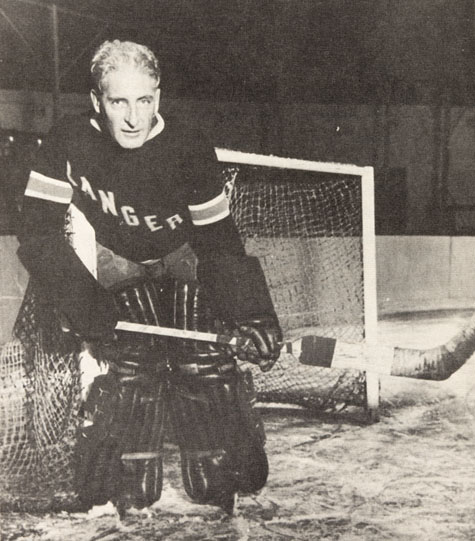
Lester Patrick (ici avec les Rangers de New York en 1928) est à la base de la création de la PCHA.

Le 7 décembre 1911, les frères Patrick, Frank et Lester, ayant utilisé les finances de leur père, Joseph Patrick, annoncent la création d'une nouvelle ligue de hockey au Canada : l'Association de hockey de la Côte du Pacifique. Ils décident de mettre en place trois équipes : les Senators de Victoria, les Royals de New Westminster et les Millionnaires de Vancouver ; des règles calquées sur celles de l'Association nationale de hockey, la grande ligue de hockey de l'époque. W.P. Irving, dirigeant de l'Association de hockey de l'Ontario, est nommé premier président de la PCHA alors que Lester décide de prendre en main et de jouer avec l'équipe de Victoria ; son frère, quant à lui, est le propriétaire, dirigeant, entraîneur et défenseur des Millionnaires de Vancouver.
Ainsi, Joseph Patrick achète pour 27 000 dollars des terrains dans les alentours de Vancouver ; aucun investisseur ne souhaitant placer son argent pour construire une patinoire, Patrick ajoute 100 000 dollars de plus pour construire le Vancouver Arena qui lui coûtera finalement 270 000 dollars. Avec 10 500 places, la patinoire est la plus grande de l'époque mais également celle qui a les plus grandes dimensions.
Le premier match de la PCHA a lieu le 2 janvier 1912 dans la ville de Victoria, en Colombie-Britannique, entre les Senators de Victoria et les Royals de New Westminster. Devant 2 500 spectateurs, Ran McDonald, joueur des Royals, inscrit le premier but de la PCHA ; il inscrit un total de quatre buts pour la victoire des siens 8-3. Les Millionnaires font leurs débuts dans la PCHA trois jours plus tard lors d'une rencontre contre les Royals ; seulement 5 000 personnes assistent à la victoire des joueurs locaux sur le même score de 8-3. Le 19 mars, les Royals comptent huit victoires et six défaites alors que les Millionnaires sont à sept victoires et six défaites ; le match entre les deux équipes peut donc être décisif et, effectivement, avec une victoire 7-5 les Royals décrochent le premier titre de champions de la PCHA. Avec vingt-quatre buts à la fin de la première saison, Frank Patrick est le défenseur le plus prolifique de la PCHA alors que Lalonde finit meilleur buteur de toute la PCHA avec vingt-sept buts, pour l'unique saison qu'il joue dans la PCHA.
En effet, dès la saison suivante, Lalonde quitte la PCHA et retourne jouer dans l'autre ligue d'Amérique du Nord, l'Association nationale de hockey pour les Canadiens de Montréal. Frederick « Cyclone » Taylor fait le chemin inverse en quittant les Sénateurs d'Ottawa de l'ANH pour rejoindre les Millionnaires. 7 000 personnes assistent à la première rencontre de Taylor à Vancouver, une victoire 7-2 contre New Westminster ; lors de la rencontre suivante à domicile, la salle de Vancouver fait pour la première fois de son histoire le plein. C.E. Doherty est nommé nouveau président de la PCHA alors qu'avec dix victoires et cinq défaites, Victoria finit à la première place du classement. Thomas Dunderdale est le premier buteur de la PCHA avec vingt-quatre buts. Dans l'ANH, les joueurs de Québec remportent le titre de champions de la saison et la Coupe Stanley allant avec ; ils acceptent de jouer des matchs de galas contre Victoria, sans que leur trophée ne soit en jeu. Les deux associations ayant des règles différentes, il est décidé de jouer les premier et troisième matchs avec sept joueurs pour six joueurs lors du deuxième match. Victoria remporte les deux matchs joués selon les règles habituelles de la PCHA sur le score de 7-5 et 6-1 alors que Québec remporte le deuxième match 6-3.
Frank Patrick devient le troisième président de la PCHA pour la saison 1913-1914 ; il gardera son poste jusqu'à la fin de la PCHA en 1924. La saison voit également la mise en place de la ligne bleue pour diviser la patinoire en trois parties distinctes d'une vingtaine de mètres environ ; dans la zone neutre, la zone du milieu de la patinoire, les passes en avant sont désormais autorisées. La saison voit les débuts de Didier Pitre dans la PCHA alors que Victoria doit compter jusqu'à fin janvier sans Lester Patrick qui s'est cassé la jambe avant la saison ; à son retour au jeu, Victoria, jusqu'à présent dernier de la ligue, enchaîne six victoires consécutives pour finir à la première place du classement. Il est estimé que les pertes des Royals se situent entre quatre mille et neuf mille dollars et la direction de la PCHA décide de déménager la franchise aux États-Unis pour la saison suivante et de la renommer Rosebuds de Portland.
Dunderdale continue d'être le meilleur buteur du calendrier avec vingt-trois buts mais il est dépassé au nombre de points par Cyclone Taylor qui ne compte que quinze buts mais également quatorze passes décisives contre trois pour le joueur australien. Les joueurs de Victoria entreprennent le voyage jusqu'à Toronto pour jouer contre les champions de l'ANH, les Blueshirts de Toronto, mais ayant oublié de faire une demande officielle aux trustees, les joueurs de Victoria ne peuvent pas officiellement prétendre ramener la Coupe Stanley chez eux en cas de victoire. Finalement, les Blueshirts remportent les trois rencontres jouées et l'ANH conserve la Coupe pour encore un an.

### Vancouver champion de la Coupe Stanley (1914-1915)

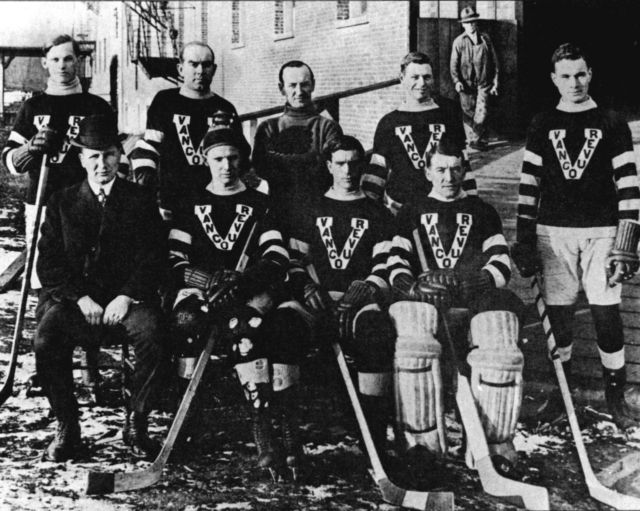
L'équipe 1914-1915 des Millionnaires de Vancouver remporte la Coupe Stanley.

Au début de la saison 1914-1915, les dirigeants décident de copier l'Association nationale de hockey et il est décidé de mettre des numéros dans le dos des joueurs afin que le public puisse plus facilement suivre ses joueurs vedettes. Avec trente-trois buts à la fin de la saison, Mickey MacKay, joueur de Vancouver, est le meilleur buteur de la PCHA mais son coéquipier, Cyclone Taylor est le meilleur pointeur de la saison avec un total de quarante-cinq points. Avec treize victoires et quatre défaites, les Millionnaires de Vancouver sont la meilleure équipe de la PCHA ; ils lancent alors un défi aux Sénateurs d'Ottawa de l'Association nationale de hockey. Les matchs ont lieu à Vancouver, et malgré l'absence de Silas Griffis, le capitaine de l'équipe qui se casse la jambe lors du dernier match de la saison régulière, les Millionnaires deviennent la première équipe de la ville à remporter la Coupe Stanley. Ils remportent en effet les trois rencontres : 6-2, 8-3 et 12-3. Taylor est une nouvelle fois le meilleur pointeur de l'équipe, et de la finale, en inscrivant sept points en trois matchs.
L'effectif sacré champion est le suivant :
- Gardien de but : Hugh Lehman
- Défenseurs : Lloyd Cook, Silas Griffis (capitaine), Frank Patrick (président, entraîneur et joueur), Jim Seaborn, Ken Mallen
- Rover[Note 4] :  Frederick « Cyclone » Taylor
- Centres : Mickey MacKay et Johnny Matz
- Ailiers : Barney Stanley et Frank Nighbor

Lors de la saison suivante, la PCHA accueille une quatrième équipe dans ses rangs : les Metropolitans de Seattle entraînés par Pete Muldoon. Les joueurs de Portland finissent à la première place du classement avec treize victoires et cinq défaites.  Taylor est une nouvelle fois le meilleur compteur de la saison avec trente-cinq points alors que Bernie Morris de Seattle termine meilleur buteur avec vingt-trois buts.
Portland devient la première équipe basée aux États-Unis à participer à un défi de la Coupe Stanley ; opposés aux Canadiens de Montréal, les Rosebuds sont battus au meilleur des cinq matchs trois rencontres à deux, le dernier match se finissant sur le score de 2-1 avec un but de George « Goldie » Prodgers.

### Seattle champion de la Coupe Stanley (1916-1917)

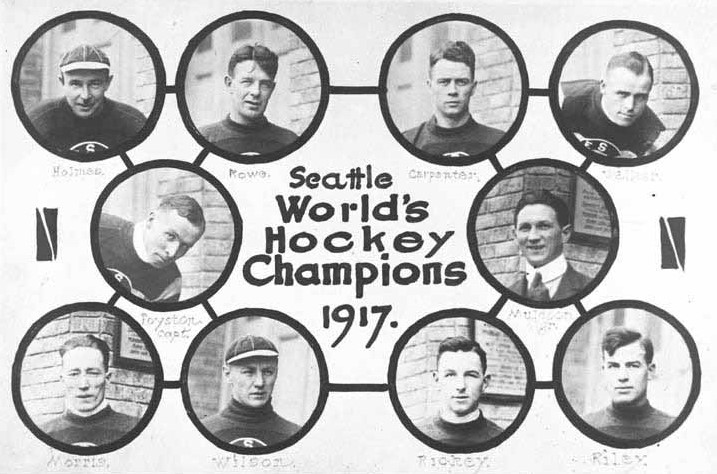
Photomontage des Metropolitans de Seattle champions 1917 de la Coupe Stanley.

Avant les débuts de la saison 1916-1917, un autre changement important a lieu dans la PCHA : l'équipe de Victoria est déménagée et devient les Canaries de Spokane dans l'État de Washington ; il ne reste alors qu'une seule équipe sur le territoire canadien pour trois équipes aux États-Unis. Taylor manquant tout le début de la saison en raison d'une opération de l'appendice, Morris en profite pour finir meilleur pointeur de la saison avec cinquante-quatre points, un record pour la PCHA. Dunderdale totalise un nombre record pour la PCHA de 141 minutes de pénalités, record qui ne sera jamais dépassé dans la PCHA.
Les Metropolitans de Seattle finissent la saison en tête du classement alors qu'ils occupent cette première place depuis le 30 décembre et une victoire 7-4 sur Vancouver ; ils comptent à la fin du calendrier seize victoires pour huit défaites. Il apparaît finalement que le déménagement de l'équipe de Victoria pour devenir les Canaries de Spokane n'est pas une bonne idée : le public n'accroche pas et le dernier match de la saison entre Spokane et Vancouver est même annulé.
En finissant premiers de la PCHA, les Metropolitans ont donc le droit de jouer une série pour la Coupe Stanley contre les champions de l'Association nationale de hockey, les Canadiens de Montréal. Le premier match de la série est joué avec sept joueurs en même temps sur la glace pour chaque équipe, selon le règlement en vigueur dans la PCHA, alors que la série se joue au meilleur des cinq matchs ; les Canadiens l'emportent huit buts à quatre grâce à quatre buts de Didier Pitre pour Montréal. Les Metropolitans réagissent lors des deux matchs suivant en remportant les deux rencontres 6-1 et 4-1. Le quatrième match se joue le 26 mars devant une foule compacte et les joueurs locaux de Seattle remportent cette nouvelle confrontation 9-1 et deviennent ainsi la première équipe basée aux États-Unis à remporter la Coupe Stanley. Au total, le score est de vingt-trois à onze, avec quatorze des buts des vainqueurs inscrits par Bernie Morris – dont six au cours du quatrième match. Les joueurs de Seattle touchent alors une prime de 180 dollars chacun pour leur victoire.
L'effectif sacré champion est le suivant :
- Gardien de but : Harry « Hap » Holmes
- Défenseurs : Robert « Bobby » Rowe (capitaine), Roy Rickey, Eddie Carpenter
- Centre : Bernie Morris
- Rover : Jack Walker
- Ailiers : Frank Foyston, James « Jim » Riley et Carol « Cully » Wilson
- Président et entraîneur : Pete Muldoon

### Fin de la PCHA
En 1921, la Western Canada Hockey League (WCHL) est créée et apporte une nouvelle concurrence à la Ligue nationale de hockey, qui a remplacé l'ANH en 1917, et à la PCHA. Au cours de la saison 1921-1922, Lester Patrick se fait remarquer en jouant lors de deux rencontres une partie des matchs dans les buts ; il se permet même lors de sa première apparition dans les buts d'arrêter un lancer de pénalité de Jack Adams.
En 1924, les Maroons de Vancouver déposent le bilan et les deux dernières équipes qui restent dans la PCHA rejoignent la WCHL.
À la suite de la saison 1923-1924, les équipes de Victoria et de Vancouver rejoignent la Western Canada Hockey League tandis que celle de Seattle arrête ses activités. Deux saisons plus tard, les difficultés financières minent de plus en plus la WCHL qui met également un terme à ses activités, la majorité des anciens joueurs de la PCHA et de la WCHL rejoignent alors la Ligue nationale de hockey.

## Équipes de la PCHA
| Nom                        | Ville           | Province / État      | Pays       | Première saison | Dernière saison | Remarque                                                                                 |
| -------------------------- | --------------- | -------------------- | ---------- | --------------- | --------------- | ---------------------------------------------------------------------------------------- |
| Royals de New Westminster  | New Westminster | Colombie-Britannique | Canada     | 1912            | 1913-1914       | Devient les Rosebuds de Portland                                                         |
| Rosebuds de Portland       | Portland        | Oregon               | États-Unis | 1914-1915       | 1917-1918       |                                                                                          |
| Millionnaires de Vancouver | Vancouver       | Colombie-Britannique | Canada     | 1912            | 1923-1924       | Remporte la Coupe Stanley en 1915 Renommé Maroons en 1922                                |
| Senators de Victoria       | Victoria        | Colombie-Britannique | Canada     | 1912            | 1915-1916       | Prend le nom d'Aristocrats à partir de 1913-1914 Devient les Canaries de Spokane en 1916 |
| Metropolitans de Seattle   | Seattle         | État de Washington   | États-Unis | 1915-1916       | 1923-1924       | Remporte la Coupe Stanley en 1917                                                        |
| Canaries de Spokane        | Spokane         | État de Washington   | États-Unis | 1916-1917       | 1916-1917       |                                                                                          |
| Aristocrats de Victoria    | Victoria        | Colombie-Britannique | Canada     | 1919            | 1923-1924       | Renommé Cougars en 1923                                                                  |

| Vancouver New Westminster Victoria Seattle Spokane Portland Canada AB BC États-Unis ID WA OR MT |

## Résultats par saison
Cette section reprend en condensé les informations données plus haut dans la section « Historique ». Pour chaque saison, le nom des villes des équipes participant sont inscrites, ainsi que le nombre de matchs joués au maximum par une équipe au cours de la saison régulière, le nom de la meilleure équipe de la saison régulière, le nom meilleur réalisateur avec son total – but ou points selon les années. Les deux dernières colonnes du tableau présentes le déroulement des matchs d'après saisons puis de ceux comptant pour la Coupe Stanley.
| no | Saison    | Équipes engagées        | PJ | Champion saison régulière | Meilleur compteur       | Séries éliminatoires                                                                                                 | Coupe Stanley                                 |
| -- | --------- | ----------------------- | -- | ------------------------- | ----------------------- | --- | --------------------------------------------- |
| 1  | 1912      | NW - Van - Vict         | 16 | New Westminster           | Lalonde (27 buts)       | - | -                                             |
| 2  | 1912-1913 | NW - Van - Vict         | 15 | Victoria                  | Dunderdale (24 buts)    | - | -                                             |
| 3  | 1913-1914 | NW - Van - Vict         | 16 | Victoria                  | Dunderdale (23 buts)    | - | -                                             |
| 4  | 1914-1915 | Port - Van - Vict       | 18 | Vancouver                 | Taylor (45 points)      | - | Vancouver bat Ottawa (ANH) 3 matchs à 0       |
| 5  | 1915-1916 | Port - Sea - Van - Vict | 18 | Portland                  | Taylor (35 points)      | - | Montréal (ANH) bat Portland 3 matchs à 2      |
| 6  | 1916-1917 | Port - Sea - Spo - Van  | 24 | Seattle                   | Morris (54 points)      | - | Seattle bat Montréal (ANH) 3 matchs à 1       |
| 7  | 1917-1918 | Port - Sea - Van        | 18 | Vancouver                 | Taylor (43 points)      | Vancouver bat Seattle 3 buts à 2                                                                                     | Toronto (LNH) bat Vancouver 3 matchs à 2      |
| 8  | 1919      | Sea - Van - Vict        | 20 | Seattle                   | Taylor (34 points)      | Seattle bat Vancouver 7 buts à 5                                                                                     | Série annulée entre Seattle et Montréal (LNH) |
| 9  | 1919-1920 | Sea - Van - Vict        | 22 | Seattle                   | Dunderdale (33 points)  | Vancouver bat Seattle 6 buts à 3                                                                                     | Ottawa (LNH) bat Seattle 3 matchs à 2         |
| 10 | 1920-1921 | Sea - Van - Vict        | 24 | Vancouver                 | Fredrickson (32 points) | Vancouver bat Seattle 7 buts à 3                                                                                     | Ottawa (LNH) bat Vancouver 3 matchs à 2       |
| 11 | 1921-1922 | Sea - Van - Vict        | 24 | Vancouver                 | Adams (30 points)       | Vancouver bat Seattle 2 buts à 0 Vancouver bat Regina (WCHL) 5 buts à 2                                              | Toronto (LNH) bat Vancouver 3 matchs à 2      |
| 12 | 1922-1923 | Sea - Van - Vict        | 30 | Vancouver                 | Fredrickson (55 points) | Vancouver bat Victoria 5 buts à 3                                                                                    | Ottawa (LNH) bat Vancouver 3 matchs à 1       |
| 13 | 1923-1924 | Sea - Van - Vict        | 30 | Vancouver                 | Duncan (30 points)      | Vancouver bat Seattle 4 buts à 3 Calgary (WCHL) bat Vancouver 2 matchs à 1 Montréal (LNH) bat Vancouver 2 matchs à 0 | -                                             |